# Syzygium baviense
Syzygium baviense är en myrtenväxtart som först beskrevs av François Gagnepain, och fick sitt nu gällande namn av Elmer Drew Merrill och Lily May Perry. Syzygium baviense ingår i släktet Syzygium och familjen myrtenväxter. Inga underarter finns listade i Catalogue of Life.